# Numbers station
Con il termine di numbers station o number station si intendono stazioni radio in onde corte di origine sconosciuta. Generalmente le trasmissioni contengono una voce sintetizzata che legge sequenze di numeri, parole o lettere (usando talvolta un alfabeto fonetico).
Le voci trasmesse sono spesso prodotte da un sintetizzatore vocale e usano un'ampia varietà di lingue, in particolare negli USA spesso sono udite in spagnolo, mentre in Europa le trasmissioni sono generalmente in inglese, tedesco o francese o ancora in lingue slave. Inoltre sono per la maggior parte femminili, più raramente maschili o infantili.
Le numbers station presentano attività variabile nel tempo (sebbene alcune seguano palinsesti regolari), e le loro operazioni sono leggermente diminuite dall'inizio degli anni novanta. Successivamente viene segnalato un aumento delle attività.

## Classificazione
Alle numbers station gli appassionati hanno talvolta assegnato dei soprannomi, spesso riflettendo alcuni elementi distintivi della stazione. Per esempio, Lincolnshire Poacher, una delle più conosciute stazioni di questo tipo (ritenuta essere gestita dal SIS), riproduceva le prime due righe dell'omonimo canto popolare prima di ogni serie di numeri. Magnetic Fields riproduce musica elettronica francese di Jean-Michel Jarre prima e dopo ogni set di numeri. La stazione Atencion inizia invece le sue trasmissioni con la parola spagnola atención!.
La prima classificazione sistematica è stata definita dal gruppo ENIGMA: le stazioni vengono identificate da un codice alfanumerico univoco composto da una lettera, indicante la lingua della stazione e un numero progressivo. La classificazione per lingua distingue quattro gruppi:
- E (English) lingua inglese
- G (German) lingua tedesca
- S (Slavic) lingue slave
- V altre lingue

Sono stati definiti anche il gruppo M e il gruppo X, rispettivamente per le stazioni Morse e per le stazioni che trasmettono rumore (come per la famosa stazione The Buzzer).

## Possibili origini e utilizzi
Secondo The Conet Project, le numbers station sarebbero state segnalate già dalla prima guerra mondiale. Se le segnalazioni fossero esatte, le numbers station rientrerebbero tra le prime trasmissioni radio.
Secondo questa teoria, i messaggi sarebbero cifrati con un cifrario di Vernam per evitare ogni rischio di decifrazione da parte del nemico. Le numbers station infatti avrebbero cambiato le modalità delle loro trasmissioni o effettuato operazioni fuori programma in concomitanza con grandi eventi politici, come la crisi costituzionale Russa del 1993. A ogni modo dal momento che, come detto sopra, la loro attività è aumentata dall'inizio degli anni novanta, non sarebbero unicamente collegate alla guerra fredda.
Un articolo del 1998 del The Daily Telegraph citò un portavoce del Department of Trade and Industry (l'ente che all'epoca normava le trasmissioni radio nel Regno Unito) che affermava: "Queste [stazioni radio] sono ciò che supponete. Questo non dovrebbe disorientare la gente. Diciamo che non sono per uso pubblico.".
Nonostante sia dispendioso in termini di tempo e denaro localizzare la sorgente di una trasmissione radio in onde corte, alcuni elementi hanno fornito indizi sulla loro posizione, ad esempio errori di trasmissione, radiolocalizzazione e la propagazione delle onde corte.
Per esempio, si comprese che la stazione Atencion si trovasse a Cuba a causa di un presunto errore che avrebbe permesso a Radio Habana Cuba di essere trasmessa su quella frequenza. Non è chiaro se la frequenza di Radio Habana Cuba e la frequenza della stazione avessero semplicemente interferito reciprocamente o se l'operatore della stazione stesse ascoltando tale radio trasmettendola accidentalmente. Attorno al 2000 la stazione fu ufficialmente identificata come cubana dagli USA e perseguita dalla giustizia statunitense.
Inoltre, un articolo su una rivista radio pubblicato tra gli anni ottanta e novanta trattava di hobbisti che avrebbero localizzato una numbers station in Florida tramite un apparato di radiolocalizzazione portatile. Dall'esterno avrebbero individuato l'antenna della stazione all'interno di un complesso militare. Lo scopritore ipotizzò che il trasmettitore fosse collegato telefonicamente a una sorgente di numeri pronunciati situata nella zona di Washington. L'autore sostenne che la commissione federale per le comunicazioni (Federal Communications Commission) non avesse esternato dichiarazioni a proposito delle pubbliche inchieste riguardo alle numbers station in territorio USA.
In alcune stazioni, possono essere uditi toni di sottofondo.

## Il caso Atención
Il caso della stazione cubana Atención è stato il primo caso di una numbers station ufficialmente e pubblicamente accusata di spionaggio. La stazione è stata il fulcro di un'inchiesta di una corte federale statunitense, seguente l'arresto della rete Wasp di spie cubane nel 1998. Secondo i procuratori, gli imputati avrebbero trascritto una trasmissione ricevuta da Atención, usando un ricevitore portatile, e li avrebbero inseriti in un computer portatile per decifrare alcuni ordini. L'FBI ha testimoniato di aver fatto irruzione in un appartamento di spie nel 1995 e di aver copiato un software di decifratura per i codici numerici della stazione. Il programma è stato quindi usato per la decodifica di alcuni messaggi, usati in sede di giudizio.
I seguenti tre messaggi della stazione erano tra le prove usate nell'inchiesta (non è riportato se i testi originali fossero in spagnolo, anche se la locuzione Day of the Woman lo farebbe presumere):
- Prioritize and continue to strengthen friendship with Joe and Dennis (68 caratteri).
- Under no circumstances should [agents] German nor Castor fly with BTTR or another organization on days 24, 25, 26, and 27 (112 caratteri; BTTR è la sigla inglese per indicare il gruppo politico anti-castrista Hermanos al Rescate).
- Congratulate all the female comrades for International Day of the Woman (71 caratteri; probabilmente un semplice augurio per la Giornata internazionale della donna dell'8 marzo).

Considerando una cifra per carattere ogni secondo, ognuna di queste frasi ha impiegato almeno un minuto per essere trasmessa.

## Formato di trasmissione
Generalmente, le numbers station seguono uno schema di trasmissione semplice, nonostante vi siano molte differenze nei dettagli tra le stazioni. Le trasmissioni iniziano generalmente allo scoccare dell'ora o della mezz'ora.
L'inizio di una trasmissione (dal quale derivano spesso i soprannomi attribuiti alle stazioni) include un qualche tipo di identificatore riguardo alla stazione stessa e/o al designato destinatario. Questo può presentarsi sotto forma di un nome in codice di tipo fonetico o numerico (ad esempio Charlie India Oscar o 250 250 250), una frase o parola caratteristica (ad esempio Atención, 1234567890), e alcuni suoni musicali elettronici (ad esempio The Lincolnshire Poacher, Magnetic Fields). Talvolta, come nel caso delle stazioni israeliane ad alfabeto fonetico, l'introduzione può anche indicare la natura o la priorità del messaggio che segue (ad esempio Charlie India Oscar-2 indicherebbe che non seguono messaggi ). Spesso l'introduzione si ripete per un determinato periodo di tempo prima che inizi il corpo del messaggio.
Solitamente è presente una dichiarazione del numero delle sequenze di cifre nel messaggio, che successivamente vengono pronunciate. Le sequenze sono solitamente di quattro o cinque cifre o lettere fonetiche e sono generalmente ripetute leggendole due volte o ripetendo interamente il messaggio. Queste comunicazioni, come già detto, si suppone siano crittografati tramite un cifrario di Vernam; pertanto il contenuto di queste sequenze sarebbe indistinguibile da un gruppo di numeri o cifre generato casualmente. Alcune stazioni inviano più di un messaggio durante una trasmissione: in questo caso, alcuni o tutti i metodi di cui sopra vengono ripetuti con contenuti differenti.
Infine, dopo la trasmissione di tutti i messaggi, la stazione chiude la trasmissione in una propria modalità; solitamente viene inviata una forma della parola fine nella lingua usata dalla stazione (ad esempio end of message, end of transmission in inglese; ende; fini; final; konec). Alcune stazioni, soprattutto quelle che si presume operino dall'ex-Unione Sovietica, terminano con una serie di zero, ad esempio 000 000; altre invece terminano con musiche o vari suoni.

## Riferimenti nella cultura di massa

### Discografia e musica
Nel 1997 fu commercializzato The Conet Project: Recordings of Shortwave Numbers Stations, un set di quattro CD contenente registrazioni di numbers station, pubblicato con l'etichetta discografica Irdial-Discs.
Registrazioni di queste stazioni sono state usate da musicisti mediante campionamento audio, come le canzoni Pause degli Stereolab, Even Less dei Porcupine Tree, Even the Waves dei Chroma Key, e vari brani dei Wilco: in particolare le parole del titolo dell'album Yankee Hotel Foxtrot sono nominate alla fine di un reale messaggio di una numbers station che è stato inciso in una canzone. Il gruppo del Regno Unito 65daysofstatic ha incluso alcune registrazioni di numbers station tra cui The Lincolnshire Poacher nella canzone No Station.
La canzone Numbers dei Kraftwerk è tematicamente correlata alle numbers station. Il duo scozzese Boards of Canada è stato influenzato dal fenomeno agli albori della sua carriera, la traccia Gyroscope dell'album Geogaddi contiene una voce infantile che si presume sia stata ottenuta da una registrazione di The Conet Project.
Alla fine della canzone "Underman" di Rancore si può ascoltare un messaggio numerico in tedesco.

### Cinema e televisione
Nel film del 1949 Orfeo di Jean Cocteau, si sente una numbers station quando il poeta Orfeo si trova nella Rolls Royce con autista della principessa "la Morte".
Nel 1984 nel film Alba rossa una banda di guerriglieri ascolta due frasi codificate (ripetute entrambe due volte) trasmesse sopra il suono della radio mentre si stanno nascondendo. Le frasi sono "La sedia è contro il muro" e "John ha una lunga barba" (la seconda fu realmente usata come segnale in codice dalla resistenza francese durante la seconda guerra mondiale).
Nel 1991 il film Scuola di eroi mostra le forze colombiane usare una numbers station per comunicare tra la scuola e la loro base. Ci sono più scene che ritraggono la codifica e la decodifica delle informazioni trasmesse su stazioni portatili.
Cameron Crowe ha usato parti di The Conet Project in alcune scene del film Vanilla Sky del 2001 al fine, come ha affermato, di creare un senso di confusione.
Una trascrizione di numeri da una trasmissione della stazione The Lincolnshire Poacher fu stampata sul set di una serie televisiva nel Regno Unito di Mark Thomas.
I numeri 4, 8, 15, 16, 23 e 42 sono stati trasmessi allo stesso modo di una numbers station nell'isola della serie TV Lost.
La puntata 6955 kHz della serie televisiva Fringe è incentrata sulle numbers stations.
Il videogioco Call of Duty: Black Ops è incentrato proprio sulla decriptazione di un messaggio di una numbers station.
Il film del 2013 The Banshee Chapter diretto da Blair Erickson prende spunto dalle numbers station.
Il film del 2013 Codice fantasma (titolo originale The Numbers Station) con John Cusack e Malin Åkerman racconta la storia di un agente della CIA custode di una number station in Inghilterra.
Nel videogioco Everybody's Gone to the Rapture si trovano spesso delle radio che trasmettono sequenze di numeri.
Nelle prime puntate della serie Truth Seekers (2020) il protagonista ascolta da 20 anni una frequenza radio che trasmette, dopo una musichetta introduttiva, la sequenza 1 5 9 7.